# Kot pri Damlju
Kot pri Damlju je naselje v Občini Črnomelj. Ustanovljeno je bilo leta 2000 iz dela ozemlja naselja Damelj. Leta 2015 je imelo 11 prebivalcev.